# Reign in Blood
| 전문가 평가                   | 전문가 평가 |
| 평가 점수                     | 평가 점수   |
| 출처                          | 점수        |
| ----------------------------- | ----------- |
| AllMusic                      | [ 1 ]       |
| The Guardian                  | [ 2 ]       |
| Kerrang!                      | [ 3 ]       |
| Rock Hard                     | 9.5/10      |
| The Rolling Stone Album Guide | [ 5 ]       |
| Spin Alternative Record Guide | 10/10       |
| Stylus Magazine               | A+          |
| The Village Voice             | B+          |

《Reign in Blood》는 미국의 스래시 메탈 밴드 슬레이어의 세 번째 스튜디오 음반으로, 1986년 10월 7일, 데프 잼 레코딩스가 발매했다. 이 음반은 밴드의 사운드가 진화하는 데 도움을 준 프로듀서 릭 루빈과의 첫 공동작업이었다. 음반의 발매일이 늦어진 것은 요제프 멩겔레를 언급하며 아우슈비츠 강제 수용소에서 행한 인간 실험과 같은 행위를 묘사한 오프닝 곡 〈Angel of Death〉의 서정적 소재에 대한 우려 때문이었다. 그 밴드의 멤버들은 나치즘을 용납하지 않았고 단지 그 주제에 관심이 있을 뿐이라고 말했다.
《Reign in Blood》는 비평가와 팬 모두에게 호평을 받았고, 슬레이어를 주류 메탈 관객의 주목을 받게 한 원인이었다. 오늘날, 그것은 종종 역사상 가장 위대한 헤비 메탈 음반들 중에 언급된다. 《롤링 스톤》이 2017년 역대 100대 메탈 음반 리스트에서 《Reign in Blood》를 6위로 선정했다. 앤스랙스의 《Among the Living》, 메가데스의 《Peace Sells... but Who's Buying?》, 메탈리카의 《Master of Puppets》, 《Reign in Blood》는 1980년대 중반 미국의 신흥 스래시 메탈 장면의 사운드를 규정하는 데 일조했으며 그 이후 영향력이 유지되고 있다. 이 음반은 슬레이어가 94위로 미국 빌보드 200에 처음으로 진입한 음반으로 1992년 11월 20일 골드 인증을 받았다. 2013년 《NME》는 이 음반을 역사상 가장 위대한 500대 음반 중 287위로 선정했다.

## 배경
슬레이어의 이전 음반 《Hell Awaits》에 이어, 밴드의 프로듀서이자 매니저인 브라이언 슬라겔은 이 밴드가 다음 음반으로 "대성공"을 강타할 수 있다는 것을 깨달았다. 슬라겔은 릭 루빈과 러셀 시몬스의 데프 잼 레코딩스를 포함한 여러 음반사와 협상했다. 하지만, 슬라겔은 밴드가 그 당시 주로 힙합 레이블에 서명하는 것을 꺼렸다. 슬레이어 드러머 데이브 롬바르도는 루빈의 관심을 알게 되었고, 프로듀서와의 접촉을 시작했다. 하지만 슬레이어의 남은 멤버들은 이미 계약을 맺고 있던 메탈 블레이드 레코드를 떠나는 것에 대해 우려했다.
롬바르도는 데프 잼의 배급사인 컬럼비아 레코드와 접촉해 루빈과 연락을 취했고, 루빈은 사진작가 글렌 E. 프리드먼과 함께 밴드의 콘서트 중 하나에 참석하기로 합의했다. 프리드먼은 수어사이덜 텐던시스의 데뷔 음반을 프로듀싱했는데, 이 음반에서 슬레이어의 보컬리스트 톰 아라야가 싱글 〈Institutionalized〉의 뮤직 비디오에 게스트로 출연하면서 수어사이덜 텐던시스의 보컬리스트 마이크 뮤어를 밀어냈다. 이 무렵 루빈은 프리드먼에게 슬레이어를 아느냐고 물었다.
기타리스트 제프 한네만은 루빈의 밴드에 대한 관심에 놀랐고, Run-D.M.C.와 LL 쿨 J와의 작업에 깊은 인상을 받았다. 슬라겔의 유럽 음악 컨벤션 방문 동안 루빈은 루빈과 직접 이야기를 나누며 데프 잼과 계약하도록 그들을 설득했다. 슬라겔은 개인적으로 루빈에게 경의를 표하며, 루빈이 밴드와 협상 중인 모든 레이블 대표들 중에서 가장 열정적이었다고 말했다. 합의에 따라 프리드먼은 이틀간의 홍보 촬영, 음반 촬영, 투어 북 사진 촬영을 위해 밴드 멤버들을 시애틀로 데려왔다. 이 사진들 중 하나는 1988년 밴드의 발매작인 《South of Heaven》의 뒷면 커버에 사용되었다.

## 곡 목록
| #  | 제목                   | 작사        | 작곡       | 재생 시간 |
| -- | ---------------------- | ----------- | ---------- | --------- |
| 1. | 〈Angel of Death〉     | 제프 한네만 | 한네만     | 4:51      |
| 2. | 〈Piece by Piece〉     | 케리 킹     | 킹         | 2:02      |
| 3. | 〈Necrophobic〉        | 한네만, 킹  | 한네만, 킹 | 1:40      |
| 4. | 〈Altar of Sacrifice〉 | 킹          | 한네만     | 2:50      |
| 5. | 〈Jesus Save〉         | 킹          | 한네만, 킹 | 2:54      |

| #   | 제목                  | 작사       | 작곡       | 재생 시간 |
| --- | --------------------- | ---------- | ---------- | --------- |
| 6.  | 〈Criminally Insane〉 | 한네만, 킹 | 한네만, 킹 | 2:23      |
| 7.  | 〈Reborn〉            | 킹         | 한네만     | 2:11      |
| 8.  | 〈Epidemic〉          | 킹         | 한네만, 킹 | 2:23      |
| 9.  | 〈Postmortem〉        | 한네만     | 한네만     | 3:27      |
| 10. | 〈Raining Blood〉     | 한네만, 킹 | 한네만     | 4:14      |

## 인증
| 국가                       | 인증 | 판매량/출하량 |
| -------------------------- | ---- | ------------- |
| 미국 (RIAA)                | 골드 | 500,000^      |
| ^출하량을 기반으로 한 인증 |      |               |